# Accords de partenariat économique
Pour les articles homonymes, voir APE.
Les accords de partenariat économique (APE) sont des accords commerciaux visant à développer le libre échange entre l’Union européenne et les pays dits ACP (Afrique, Caraïbes, Pacifique). 

## Histoire

### Contexte
La communauté économique européenne et les 18 pays composant le groupe des États africains et malgache associés (EAMA) signèrent le 20 juillet 1963 la convention de Yaoundé, qui n'est appliquée que le 1er juin 1964 en raison de divergences dans l'Europe des Six. Le texte prévoit une zone sans droits douaniers et des projets financés par le fonds européen de développement. La convention est renouvelée en juillet 1969,.
Les accords de partenariat économique interviennent, après la convention de Lomé initiée en 1975 et l'accord de Cotonou passé en 2000. Les accords passés entre les pays ACP et la CEE (communauté économique européenne) comprenaient la prolongation de « préférences commerciales non réciproques » conformément aux conventions précédentes. Ces dispositions levaient les barrières commerciales tarifaires (droits de douane) pour les exportations des pays ACP tout en permettant aux pays ACP de maintenir des droits de douane sur leurs importations en provenance de la CEE. 
Ces préférences commerciales non réciproques ont pris fin le 1er octobre 2014, à la suite d'une prolongation déjà effectuée en 2007. 
L'objectif de ces accords de partenariat économique est de prendre la suite de ces accords, mais également de mettre en avant des marchés régionaux, ainsi qu'une ouverture de ces pays en développement aux biens et services européens. Ce dernier point est notamment l'objet des réticences des pays de développement étant donné qu'ils avaient déjà l'accès au marché européen sans nécessité d'ouvrir leur marché, ce qui engendrerait la perte de rentrées fiscales et l'arrivée de produits plus compétitifs ou subventionnés comme dans l'agriculture. Cela est notamment à l'origine de l'échec de certaines négociations ou de leurs prolongements

### Signatures et approbations
La région des Caraïbes a signé un accord de partenariat économique intermédiaire à la fin de 2007, avec un accord complet en 2009[réf. nécessaire]. Cependant en 2015, seulement 7 États sur les 15 qui composent le Cariforum et seulement 16 des 28 États membres de l'Union européenne ont ratifié cet accord. Le traité prévoit une réduction de 86,9 % des droits de douane sur une période maximale de 25 ans.
Toujours en 2007, un accord de partenariat économique intermédiaire est signée avec six pays (les Comores, Madagascar, Maurice,
les Seychelles, la Zambie et le Zimbabwe) d'Afrique orientale et australe (AFOA), région qui inclut notamment les Comores, Madagascar, Maurice, les Seychelles, Djibouti, l'Éthiopie, l’Érythrée, le Soudan, le Malawi, la Zambie et le Zimbabwe. Les pays de la Communauté d'Afrique de l'Est (CAE) ayant choisi de signer, toujours en 2007, un accord de partenariat économique distinct. 
Sur ces 6 pays signataires, 4 pays (Madagascar, Maurice, les Seychelles et le Zimbabwe) ont signé un accord définitif qui est entré en application le 14 mai 2012. Cet accord avec ces 4 pays permet une suppression des droits de douane à 81 % pour Madagascar, 98 % pour les Seychelles, à 98 % pour Maurice et à 80 % pour le Zimbabwe. Les principaux produits exclus de ces réductions de droits de douane sont les produits agricoles, et selon les pays soit le secteur automobile, le secteur textile, sidérurgique, le secteur chimique, les produits électroniques, etc.  Les autres pays de l'AFOA sont encore en cours de négociation pour la signature d'un accord de partenariat économique avec l'Union européenne,.
En juillet et décembre 2009, la Papouasie Nouvelle-Guinée et les îles Fidji ont signé un accord de partenariat économique intermédiaire. Il est mis en place par les îles Fidji en juillet 2014.
Le Cameroun a signé un accord intermédiaire de manière isolée le 28 juillet 2014, accord qui est entré en vigueur en août 2014. Une nouvelle étape dans l'application de cet accord a été conclue en août 2016, avec notamment la signature de décret d'application par le Président du Cameroun, Paul Biya. Il prévoit une suppression de 80 % des droits de douane pour les produits européens sur une période de 15 ans. 
En septembre et octobre 2014, des accords intérimaires sont signés entre l'Union européenne, la communauté économique des États de l'Afrique de l'Ouest (CEDEAO), la communauté de développement d'Afrique australe (SADC), la Communauté d'Afrique de l'Est (CAE), juste avant et après une date butoir qui induisait un rétablissement des droits de douane pour ces pays. L'accord avec les pays de l'Afrique de l'Est inclut une réduction des droits de douane sur les produits africains de 82 %. Un accord de partenariat économique devait être signé entre la Communauté d'Afrique de l'Est et l'Union européenne en juillet 2016 mais la signature a été reportée.
En décembre 2014, un accord de partenariat économique est signé entre l'Union européenne et 10 pays de la communauté économique des États de l'Afrique de l'Ouest (CEDEAO), le Nigeria, le Togo, la Gambie, la Sierra Leone et la Mauritanie n'ayant alors pas signé l'accord. Le Togo et la Sierra Leone ont signé l'accord après coup. En parallèle, l'accord a été ouvert à la signature des États européens et son application provisoire a été lancée. L'accord devant être signé par l'ensemble des pays de l'Union européen et par deux tiers des pays de la CEDEAO pour être appliqué pleinement. L'accord prévoit la suppression de 75 % des droits de douane pour les produits européens sur une échange de 20 ans.
Ainsi en 2015, seul le bloc de l'Afrique centrale n'avait pas signé un accord intérimaire à l'échelle régionale.
En juin 2016, un accord de partenariat économique est signé entre l'Union européenne et les pays de la communauté de développement d'Afrique australe (SADC) à savoir : l'Afrique du Sud, le Botswana, le Lesotho, le Mozambique, la Namibie et le Swaziland. Cet accord entre en vigueur en octobre 2016, après l'approbation au parlement européen et aux parlements de 5 des 6 États, le parlement du Mozambique devant encore ratifier l'accord. L'accord permet l'accès à l'ensemble des marchandises sans droits de douane aux marchés européens sauf pour les armes et pour certains produits d'Afrique du Sud, l'Afrique du Sud a un accès à 98 % au lieu de 100 %. En retour, 86 % des droits de douane des pays de la SADC seront supprimés, mais uniquement 74 % pour le Mozambique. Cette différence entre les deux blocs s'explique par le niveau de pauvreté plus élevé dans les pays de la SADC.
En décembre 2023, le Kenya signe un accords de partenariat économique avec l'Union européenne à Nairobi. En février 2024, l'accord avec le Kenya est approuvé par le Parlement européen avec 366 votes pour, 86 votes contre et 56 abstentions. L'accord prévoit la suppression de 82,6 % des droits de douane des produits exportés depuis l'Union européenne vers le Kenya et à l'inverse tous les produits du Kenya vers l'Union européenne sont exemptés de droits de douane. Il doit faire l'objet d'un réexamen tous les 5 ans.
|            | Afrique centrale (CEMAC) | Afrique de l'Est (CAE)  | Afrique de l'Ouest (CEDEAO) | Afrique orientale et australe (AFOA)                | Afrique australe (SADC)                          | Caraïbe  | Pacifique                                    |
| ---------- | ------------------------ | ----------------------- | --------------------------- | --------------------------------------------------- | ------------------------------------------------ | -------- | -------------------------------------------- |
| Signataire | 1 État (Cameroun)        | 5 États (dont le Kenya) | 16 États                    | 4 États (Madagascar, Maurice, Seychelles, Zimbabwe) | 6 États (dont l'Afrique du Sud et le Mozambique) | 15 États | 2 États (Papouasie-Nouvelle-Guinée et Fidji) |

## Contenu des accords
Ces accords, dans leur état actuel[Quand ?], prévoiraient la suppression immédiate des droits de douane sur les produits originaires des pays signataires entrant dans l'Union européenne, et la suppression progressive des droits de douane sur les produits originaires de l'Union européenne lors de leur entrée dans les pays signataires. Pour la CEMAC, la suppression des droits de douane serait à horizon 2021[réf. nécessaire]. Les accords prévoiraient également un volet d'aide au développement par le déblocage de financement dans les domaines suivants : infrastructures, secteur agroalimentaire, industrie et juridique. Des structures régionales ad-hoc devraient être créées pour recueillir ces financements.
Ces accords portent uniquement sur la suppression et la réduction de droits de douane sur les biens, et non sur les services, il ne vise également pas à harmoniser les normes, sur les droits d'auteur, l'investissement, etc.
Ces accords prévoiraient également[réf. nécessaire] :
- l'interdiction de l'augmentation ou de la création de droits de douane à l'importation ;
- l'interdiction de quotas d'importation ou d'exportation sur les produits des pays ACP ;
- la suppression progressive des subventions à l'exportation des produits agricoles issus de l'Union européenne ;
- d'interdire les pratiques commerciales déloyales ;
- de permettre la mise en place de mesures de sauvegarde multilatérales temporaires en faveur des pays ACP en sous-développement.

## Critiques
Ils sont critiqués, aussi bien dans les pays du Sud concernés, que par les ONG, et certains parlements en Europe.
Plusieurs organisations soutiennent également que cette ouverture serait néfaste pour des pays dont l'économie dépend largement de l'agriculture, tels que les pays d'Afrique de l'Ouest. Des exemples venant de pays connaissant des accords de libre échange depuis plusieurs années (tels que la Jamaïque) montrent la destruction complète de filières agricoles autrefois rentables et l'appauvrissement conséquente des producteurs et des populations rurales. 
L'Union européenne exercerait des pressions sur les pays ACP argumentant que « l'aide au développement » pourrait diminuer jusqu'à 47 % en cas de refus des accords APE dans les délais prévus (31 décembre 2007) faisant ainsi un lien entre des accords « commerciaux » et l'appui au développement.  Certains pays insulaires du Pacifique ont fait état de menaces et ont déposé une plainte formelle auprès de la Commission européenne.

### Impact des accords précédents sur le développement
Les précédents accords (Lomé/Cotonou) ont montré leurs limites (la part des importations des pays ACP vers l'UE ne cesse de décroître, de 7 % en 1975 à 3 % en 2009). Pourtant ces accords dissymétriques ont eu peu d'impact sur le développement des économies des pays ACP et leurs accès au marché européen. Ce sont en fait les barrières non tarifaires qui empêchent les produits ACP d'entrer sur le marché européen. Certaines normes concernent la santé du consommateur; d'autres touchent à des aspects esthétiques tel que les dispositions sur la taille des mangues par exemple. Les effets souhaités par ces préférences ont aussi été contrecarrés par les subventions agricoles de l'UE vis-à-vis de ses propres producteurs, alors que les producteurs des pays ACP, ne disposant pas des ressources nécessaires et ayant été soumis souvent à des programmes d'ajustement structurel, ne peuvent faire bénéficier leurs agriculteurs de subventions similaires.  

### Afrique de l'Ouest
En 2005, la Communauté des États d'Afrique de l'Ouest CEDEAO a produit un mémorandum sur les impacts des APE sur la politique agricole commune.  L'Association des industriels africains s'oppose à la conclusion des accords de partenariat économique et rejette le principe de l'ouverture réciproque des marchés.
Selon les organisations paysannes et les acteurs non étatiques du Mali, les accords de partenariat économique auront de graves conséquences pour l'agriculture et les économies nationales. Ils estiment que les APE remettent en cause la Loi d'orientation agricole, adoptée à la suite d'un large processus démocratique tenu en 2005. Ils se sont prononcés contre la signature des accords au 31 décembre 2007 et proposent des mesures alternatives, notamment une prolongation des négociations.
Signataire depuis 2016 d’un accord de partenariat économique avec l’Union européenne, le Cameroun a vu ses recettes douanières s’effondrer. En trois ans, les finances du pays ont cumulé des pertes s'élevant à 10,6 milliards de francs CFA (16 millions d’euros).

### Parlements nationaux
En juillet 2006, la Délégation parlementaire pour l'UE de l'Assemblée nationale française a adopté à l'unanimité un  rapport rédigé par le député Jean-Claude Lefort (communiste). Dans ses conclusions, la Délégation indique  qu'elle « est gravement préoccupée par le fait que la mise en œuvre du libre-échange, malgré les précautions actuellement envisagées par la Commission européenne, entraînera un choc fiscal, agricole, industriel et sur la balance des paiements d'une telle ampleur pour nos partenaires, qu'il pourrait compromettre la réalisation des Objectifs du Millénaire pour le Développement, alors que l'Afrique subsaharienne souffre, dans ce domaine, de retards si inquiétants qu'ils constituent une menace pour la paix et la stabilité internationales ». Par ailleurs elle estime « que si les négociations se poursuivent dans la même voie, l'Union européenne commettrait une erreur stratégique, politique, économique et sociale à l'égard des pays ACP, qui se paiera par l'effritement d'une relation indispensable à la construction d'un monde plus sûr et plus juste et au rayonnement ainsi qu'au poids de l'influence européenne ».